# Alfred Döblin

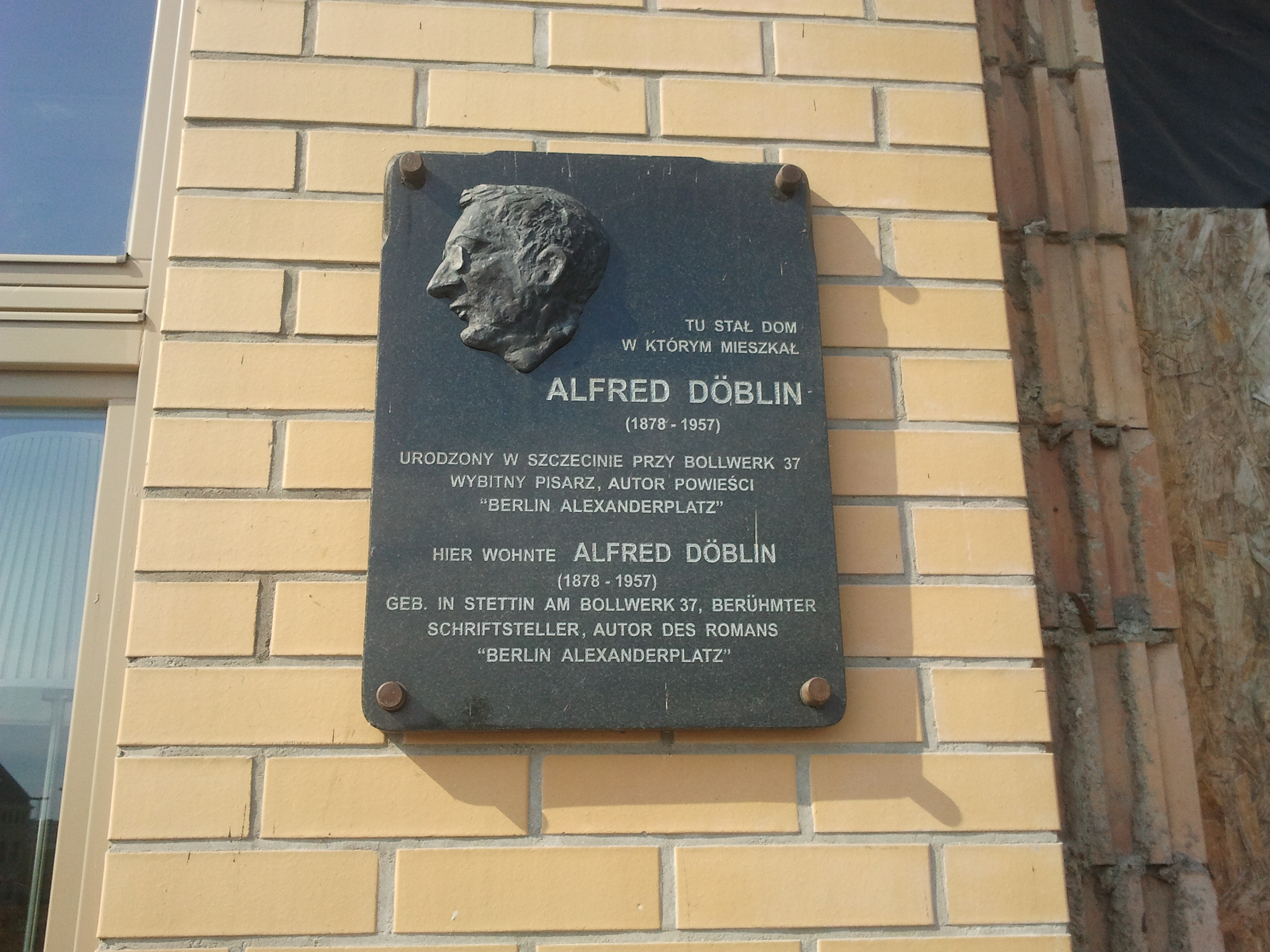
Tablica pamiątkowa w Szczecinie

Alfred Döblin (ur. 10 sierpnia 1878 w Szczecinie/Stettin, zm. 26 czerwca 1957 w Emmendingen) – niemiecki pisarz, eseista, lekarz.

## Życiorys
Pochodził z kupieckiej rodziny żydowskiej, wychowywał się od r. 1888 w Berlinie bez ojca. W Berlinie w latach 1900–1905 studiował neurologię i psychiatrię. Studia zakończył doktoratem we Fryburgu. Jako lekarz praktykował najpierw w Ratyzbonie, potem w Berlinie. Był współzałożycielem ekspresjonistycznego czasopisma Der Sturm (1910). Podczas I wojny światowej był lekarzem wojskowym na froncie w Alzacji. W roku 1933 wyemigrował przez Szwajcarię do Francji, gdzie w 1936 otrzymał francuskie obywatelstwo. W 1940 roku uciekł przed nadciągającymi wojskami hitlerowskimi do USA. Ucieczkę tę opisał w relacji Schicksalsreise (1949). Z emigracji, pełnej fizycznego i duchowego osamotnienia, powrócił do Niemiec w roku 1945. W Baden-Baden wydawał (w latach 1946–1951) czasopismo literackie Das goldene Tor. W roku 1949 był współzałożycielem Akademii Nauki i Literatury w Moguncji. Rozczarowany klimatem politycznym i kulturalnym w Niemczech wyjechał w 1953 do Francji, skąd ciężko chory powrócił do kraju w roku 1956.

## Twórczość
Jako pisarz i teoretyk literatury wywarł swoją twórczością wielki wpływ na kształt literackiego ekspresjonizmu i XX-wiecznej powieści. Już w 1913 przedłożył oryginalną teorię powieści, występując przeciwko „manierze psychologizmu” i upominając się o powieść faktu (Tatsachenroman).
Jego najbardziej znanym dziełem jest powieść Berlin Alexanderplatz: dzieje Franciszka Biberkopfa (1929), która była pierwszą i najważniejszą niemiecką powieścią wielkomiejską. Opowiadana w powieści indywidualna historia byłego robotnika Biberkopfa jest metaforą życia wielkomiejskiego, egzystencjalnym skrótem losów mieszkających w wielkich miastach milionów bezimiennych biberkopfów. Zastosowana w powieści technika montażu jest porównywalna z organizacją materii epickiej w Ulissesie (1922) Joyce’a. Do literatury podróżniczego reportażu należy Reise in Polen (1926).
„Generalnym rozrachunkiem z naszą cywilizacją” jest trylogia o dziejach konkwisty w Ameryce Południowej Amazonas: Podróż do krainy wiecznego życia (1937, wyd. polskie 1939), Błękitny tygrys (1938, wyd. polskie 1957), Der neue Urwald (1947/48).

## Wybrane dzieła
- Die Ermordung einer Butterblume(inne języki) (1913)
- Die drei Sprünge des Wang-lun(inne języki) (1915)
- Wadzeks Kampf mit der Dampfturbine (1918)
- Wallenstein (1920)
- Berge Meere und Giganten(inne języki) (1924)
- Reise in Polen(inne języki) (Podróż po Polsce) (1926)
- Manas, Versepos (1927)
- Berlin Alexanderplatz. Die Geschichte von Franz Biberkopf (1929), wyd. polskie 1959
- Babylonische Wanderung (1934)
- Pardon wird nicht gegeben (1935), wyd. polskie: Nie ma pardonu 1937
- November 1918. Eine deutsche Revolution, Roman in vier Bänden(inne języki) (1938–1950)
- Hamlet oder Die lange Nacht nimmt ein Ende(inne języki) (1956), wyd. polskie: Hamlet, czyli kres długiej nocy (1966)

## Upamiętnienie
W 2004 r. na miejscu nieistniejącego obecnie domu Alfreda Döblina na Starym Mieście w Szczecinie odsłonięto tablicę pamiątkową (zdjęcie obok).